# Edgar Cervantes Villalta
Edgar Cervantes Villalta (San José, 5 de diciembre de 1931 - 11 de mayo de 2002) fue presidente de la Corte Suprema de Costa Rica.

## Biografía
Nació en San José, el 5 de diciembre de 1931. Hijo de Gonzalo Cervantes Guerrero en Alajuelita y Cenobia Villalta Campos en Hatillo. Graduado en Leyes en la Universidad de Costa Rica. Empezó a laborar en el Poder Judicial en 1951, como meritorio de la Alcaldía Segunda Civil de San José. Posteriormente desempeñó numerosos cargos judiciales, y en 1971 fue elegido como Magistrado de la Corte Suprema de Justicia, cargo para el que fue reelegido en 1979, 1987 y 1995. Fue Presidente de la Corte Suprema del 13 de diciembre de 1990 hasta el 15 de mayo de 1999. En 1999, aunque su período como Magistrado concluía en 2003, decidió acogerse a la jubilación.

## Fallecimiento
Falleció en San José, el 11 de mayo de 2002 a los 70 años de edad.
| Predecesor: Miguel Blanco Quirós | Presidente de la Corte Suprema de Justicia de Costa Rica 1990-1999 | Sucesor: Luis Paulino Mora |